# فرط مغنيسيوم الدم
فرط مغنيسيوم الدم (بالإنجليزية: Hypermagnesemia)‏ هو أحد اضطرابات كهرل الدم يكون فيه مستوى المغنيسيوم أعلى من الحد الطبيعي. يعد المستوى الطبيعي للمغنيسيوم في الدم من 0.7 إلى 1 مليمول / لتر، ارتفاع مستوى المغنيسيوم بدرجة أكبر من 1.1 مليمول / لتر يصنف كفرط في مستواه بالدم، تكمن أهمية المغنيسيوم في كونه عامل محفز لكثير من الإنزيمات في جسم الإنسان.

## الأسباب
يعتمد مستوى المغنيسيوم في الدم على تنظيم امتصاصه من خلال الأمعاء وتخزينه بالعظام والتخلص منه عن طريق الكلى، وتشمل الأسباب الرئيسية الحالات التي يحدث بها خلل في عضو أو أكثر من هذه الأعضاء كالتالي:
- العلاج بكبريتات المغنيسيوم: وذلك في حالات ارتفاع ضغط الدم الحملي وعلاج ماقبل تسمم الحمل.[4]
- زيادة تناول المغنيسيوم: من خلال الإكثار من تناول الملينات ومضادات الحموضة الغنية بالمغنيسيوم.
- حالات القصور الكلوي: حيث لا يستطيع الجسم التخلص من المغنيسيوم عندما يقل معدل الترشيح الكبيبي عن 30 مل / دقيقة.
- حالات قصور الكظر.
- حالات قصور الدرقية.
- فرط جارات الدرقية.
- انحلال الربيدات والحالات المتقدمة من انحلال الدم.
- زيادة نسبة الليثيوم بالدم في الأشخاص المعرضين للعلاج بالليثيوم.[2]

## الأعراض
تختلف حدة الأعراض ودرجة ظهورها باختلاف مستوى المغنيسيوم في الدم، وتشمل الأعراض:
- الدوار والنعاس، الإحساس بالضعف العام.
- الشعور بالغثيان والتقيؤ.
- اضطراب في التنفس وانخفاض معدله.
- انخفاض ضغط الدم وبطء القلب.
- نقص كالسيوم الدم.
- اضطراب نظم القلب، إحصار القلب، توقف القلب في الحالات المتقدمة.
- ضعف منعكسات الأوتار أو غيابها.[5]

## العلاج
تعد الوقاية من فرط المغنيسيوم أمراً ممكناً، في الحالات البسيطة قد يعد وقف تناول العقاقير المحتوية على المغنيسيوم أمراً كافياً، لكن في الحالات المتقدمة يمكن استخدام العلاج التالي:
- حقن غلوكونات الكالسيوم وريدياً: حيث يعمل الكالسيوم بشكل مضاد للمغنيسيوم فيما يخص الجهاز العصبي العضلي وفيما يختص بوظائف القلب.
- زيادة التخلص من المغنيسيوم عن طريق الكلى: ويتم ذلك باستخدام مدرات البول عن طريق الحقن بالوريد.
- الغسيل الكلوي في المراحل المتقدمة من القصور الكلوي.[2]